# Política pública
La política pública és una proposta institucionalitzada o un conjunt decidit d'elements com lleis, reglaments, directrius i accions per resoldre problemes rellevants i del món real, guiada per una determinada concepció i implementada a través de programes. La política pública es pot considerar com la suma de les activitats directes i indirectes d'un govern i s'ha conceptualitzat de diverses maneres.
Les polítiques públiques poden ser creades i promulgades normalment per un govern, però també es poden dur a terme per organitzacions sense ànim de lucre o fetes juntament amb comunitats o ciutadans, que poden incloure possibles experts, científics, enginyers i parts interessades o experts en dades que volen utilitzar els resultats. En aquest procés polític hi participen molts actors com polítics electes, líders de partits polítics, grups de pressió, funcionaris, professionals públics, jutges, organitzacions no governamentals, agències internacionals, experts acadèmics, periodistes i fins i tot de vegades ciutadans que es veuen a si mateixos com els receptors passius de la política”.
Una manera popular d'entendre i participar en les polítiques públiques és a través d'una sèrie d'etapes conegudes com "el cicle de les polítiques", que va ser discutida per primera vegada pel politòleg Harold Lasswell al seu llibre The Decision Process: Seven Categories of Functional Analysis, publicat el 1956. La caracterització d'etapes particulars pot variar, però una seqüència bàsica és l'establiment de l'agenda, la formulació de polítiques, la legitimació, la implementació i l'avaluació. "Divideix el procés polític en una sèrie d'etapes, des d'un punt de partida teòric en què els responsables polítics comencen a pensar en un problema polític fins a un punt final teòric en què s'ha implementat una política i els responsables polítics pensen en l'èxit que ha tingut abans de decidir quines accions prendre després".
Els funcionaris considerats com a responsables polítics tenen la responsabilitat de reflectir els interessos de les diverses parts interessades. El disseny de polítiques implica un esforç conscient i deliberat per definir objectius polítics i manejar-los instrumentalment. Els acadèmics i altres experts en estudis polítics han desenvolupat una sèrie d'eines i enfocaments per ajudar en aquesta tasca.

## Concepte
El concepte, segons diversos acadèmics, es pot entendre com el següent:
- Dye (1992) defineix la política pública com «tot allò que els governs decideixen fer o no fer».[15]
- Aguilar Villanueva (1996), per part seva, assenyala que una política pública és «en suma: a) el disseny d'una acció col·lectiva intencional, b) el curs que efectivament pren l'acció com a resultat de les moltes decisions i interaccions que comporta i, en conseqüència, c) els fets reals que l'acció col·lectiva produeix».[16]
- José Luis Méndez Martínez (1993) esmenta que una política pública és un paquet d'accions relacionades que, d'acord amb una estratègia, involucra certa seqüència i recursos per tal de complir certs objectius fixats per l'Estat en funció d'un diagnòstic i dirigits a resoldre un problema o proveir un bé públic. En aquest sentit, tindria sis elements bàsics com a mínim: 1) el problema, 2) el diagnòstic, 3) la solució, 4) l'estratègia, 5) els recursos i 6) l'execució.[17] Aquest autor diferencia una política pública d'altres conceptes, com ara decisió o proposta pública.[18]
- Oszlak i O'Donnell (1981) sostenen que “...les polítiques estatals (o públiques) són un conjunt d'accions o omissions que manifesten una modalitat d'intervenció determinada de l'Estat en relació amb una qüestió que concita l'atenció, interès o mobilització d'altres actors de la societat civil”.[19]
- Frohock (1979) considera que una política pública és una pràctica social i no un esdeveniment singular o aïllat ocasionat per la necessitat de reconciliar demandes conflictives o establir incentius d'acció col·lectiva entre els qui comparteixen metes, però troben irracional cooperar amb altres.[20]
- Kraft i Furlong (2006) plantegen que una política pública és un curs d'acció o d'inacció governamental, en resposta a problemes públics: «Les polítiques públiques no només reflecteixen els valors més importants d'una societat, sinó també el conflicte entre valors. Les polítiques deixen de manifest a quin dels molts diferents valors, se li assigna la prioritat més alta en una determinada decisió».[21]
- Denhi Rosas Zárate (2014) defineix la política pública com aquella lògica racional, cristal·litzada en una manifestació politicoadministrativa i social, resultat d'un intent de definir i estructurar una base per actuar o no actuar, per part del govern amb altres actors (empresaris, societat civil, associacions privades, dones, joves, persones adultes grans, persones amb discapacitat, indígenes, migrants, etc.), els quals es troben interrelacionats en un moment i un lloc específic.

### Aproximacions teòriques
Aquestes definicions, segons Alford i Friedland, tendeixen a derivar-se dels principals corrents teòrics per a l'anàlisi de les polítiques públiques. Aquests corrents són la pluralista, la dirigencial i la classista. La comparació mostra les seves característiques principals, però també n'hi ha d'altres que es detallen a continuació:
- Pluralista: aquest enfocament no sempre és possible d'utilitzar; requereix àmplia estabilitat política i participació ciutadana.
- Dirigencial: s'enfoca a les organitzacions, entre elles, l'Estat i les institucions internes, però també organitzacions externes a l'Estat. S'assumeix que les elits influeixen en les interaccions de les organitzacions.
- Classista: s'enfoca a la relació entre el capitalisme, l'Estat i la democràcia; per això, és particularment útil quan el capitalisme limita l'eficàcia de la democràcia a la racionalitat i autonomia de la burocràcia estatal.

|                                | Pluralista                                      | Dirigencial                                                                    | Classista                                                |
| ------------------------------ | ----------------------------------------------- | ------------------------------------------------------------------------------ | -------------------------------------------------------- |
| Nivell d'anàlisi               | Individual                                      | Organitzacional                                                                | Social                                                   |
| Relacions polítiques           | Interaccions i intercanvis                      | Conflicte organitzacional                                                      | Lluita de classes                                        |
| Relacions funcionals           | Sistema social integrat                         | Estructures racionalitzades                                                    | Mètode de producció                                      |
| Mètode                         | Processos interrelacionats en sistemes oberts   | Causes dominants dins de les estructures                                       | Relacions contradictòries dins una totalitat             |
| Procés social central          | Diferenciació en una societat que es modernitza | Racionalització d'una manera de dominació en una societat que s'industrialitza | Acumulació de manera capitalista de producció            |
| Dimensió clau de la societat   | La cultura (valors)                             | Allò polític (el poder)                                                        | Allò econòmic (la classe)                                |
| Relació entre Estat i societat | Independent i, alhora, cooperativa i tensa      | Interorganitzacional i, alhora, subjecta a autoritat i conflicte               | Institucional i, alhora, hegemònica i portadora de crisi |
| Aspecte clau de l'Estat        | Democràtic                                      | Burocràtic                                                                     | Capitalista                                              |

## Disciplina acadèmica

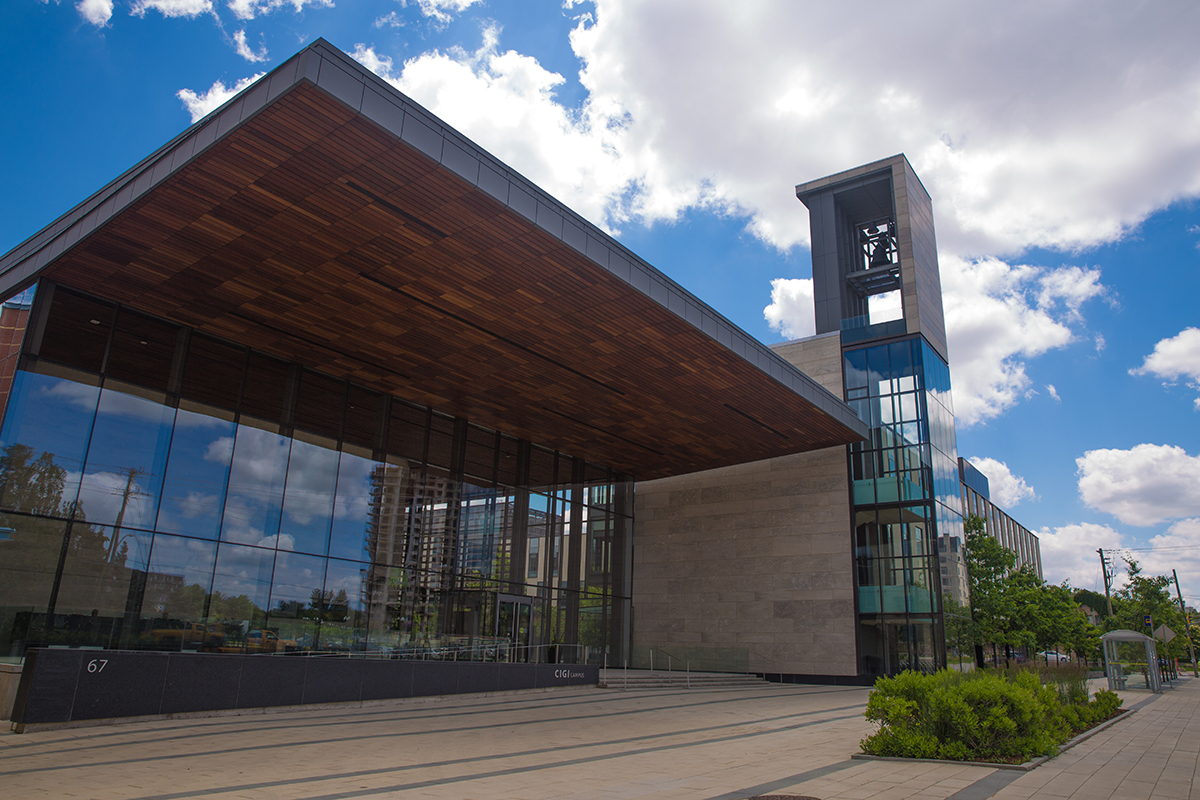
El campus CIGI de Waterloo, a Ontario, és la seu de la Balsillie School of International Affairs

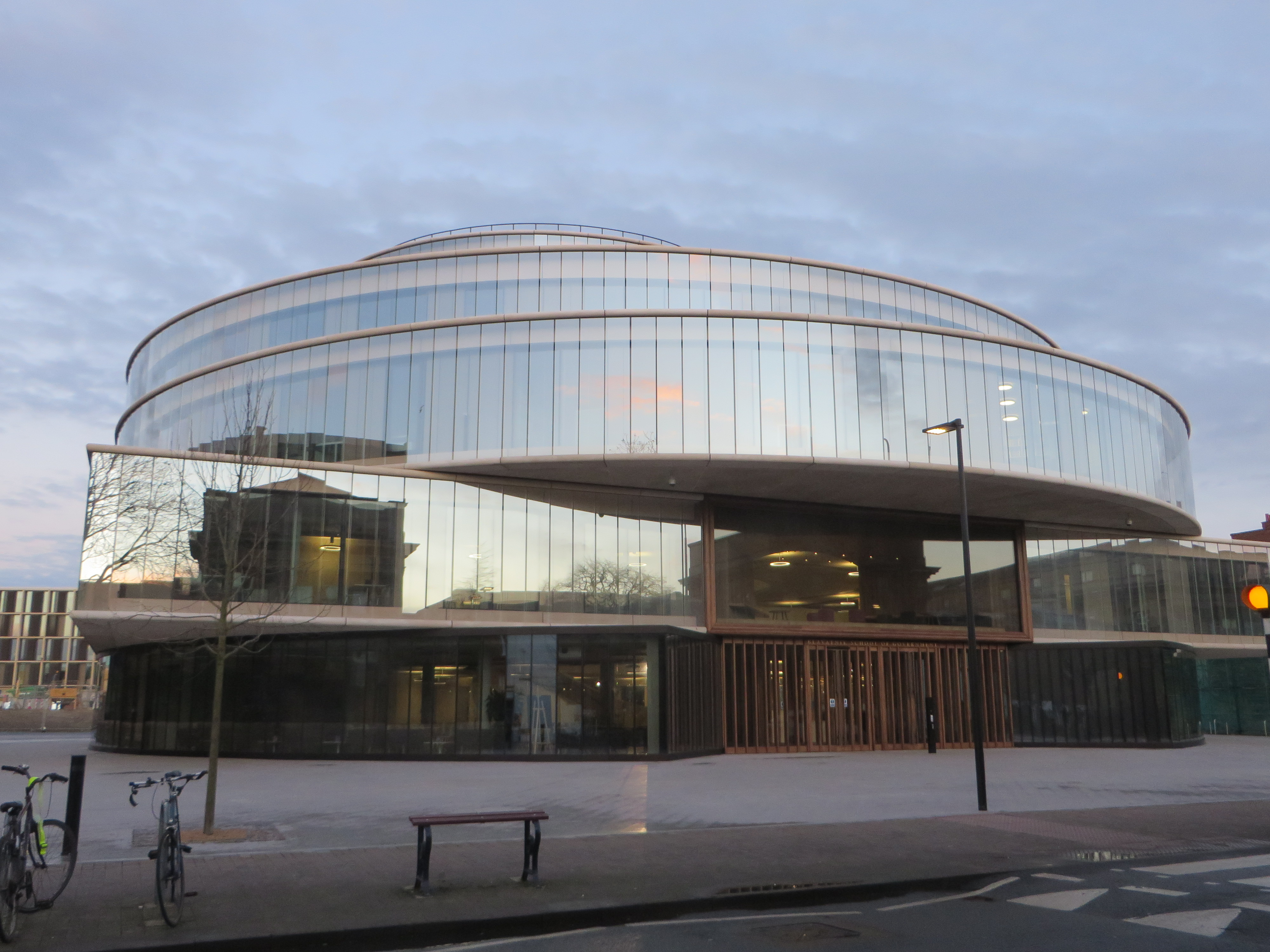
L'edifici de la Blavatnik School of Government al Walton Street, fundada el 2010 per la Universitat d'Oxford a Anglaterra

Com a disciplina acadèmica, la política pública incorpora elements de molts camps i conceptes de les ciències socials, com ara l'economia, la sociologia, l'economia política, la política social, l'avaluació de programes, l'anàlisi de polítiques i la gestió pública, tot aplicat a problemes d'administració, gestió, i operacions. Al mateix temps, l'estudi de les polítiques públiques és diferent de la ciència política o l'economia, en el seu enfocament en l'aplicació de la teoria a la pràctica. Mentre que la majoria dels graus de polítiques públiques són de màster, hi ha diverses universitats que ofereixen formació de grau en polítiques públiques. Les institucions destacades inclouen:
- Balsillie School of International Affairs
- Blavatnik School of Government
- Universitat de Leiden
- Hertie School, Berlín
- Institut d'Estudis Avançats Internacionals i Desenvolupament, Gènova
- Escola de Govern John F. Kennedy, Harvard
- London School of Economics
- Institut d'Estudis Polítics de París, París
- Universitat Nacional de Defensa de Pakistan

Tradicionalment, l'àmbit acadèmic de les polítiques públiques es va centrar en la política interior. No obstant això, l'onada de globalització econòmica que es va produir a finals del segle XX i principis del XXI va crear la necessitat d'un subconjunt de polítiques públiques centrades en la governança global, especialment pel que fa a qüestions que transcendeixen les fronteres nacionals com ara el canvi climàtic, el terrorisme, la proliferació de l'energia nuclear i el desenvolupament econòmic. En conseqüència, moltes escoles de polítiques públiques tradicionals van haver d'ajustar els seus currículums per adaptar-se millor a aquest nou panorama polític, així com desenvolupar currículums completament nous.